# Carabus variolosus
Carabus variolosus es una especie de insecto adéfago del género Carabus, familia Carabidae. Fue descrita científicamente por Fabricius en 1787.
Habita en Albania, Bulgaria, Chequia, Rumania, Serbia, Eslovaquia y Ucrania. Alcanza una longitud de 2,3 a 3 centímetros.